# Daddy's Little Girls
Daddy's Little Girls é um filme de drama romântico lançado em 2007, escrito e dirigido por Tyler Perry, produzido por Reuben Cannon e Roger Bobb. As filmagens foram feitas em Atlanta e começaram no dia 19 de Junho de 2006. O filme foi lançado pela Lions Gate Entertainment no dia 14 de Fevereiro de 2007.

## Elenco
- Gabrielle Union como Julia
- Idris Elba como Monty James
- Louis Gossett Jr. como Willie
- Tasha Smith como Jennifer
- Gary Sturgis como Joseph
- Terri J. Vaughn como Brenda
- Malinda Williams como Maya
- Tracee Ellis Ross como Cynthia
- Cassi Davis como Rita
- LaVan Davis como Lester
- China Anne McClain como China James
- Lauryn McClain como Lauryn James
- Sierra McClain como Sierra James
- Craig Robinson como Byron the Rapper

## Trilha sonora
O álbum foi lançado pela 'Atlantic Records nas lojas e on-line em 16 de Janeiro de 2007.
- Anthony Hamilton, Jaheim e Musiq Soulchild - "Struggle No More (The Main Event)"
- R. Kelly - "Don't Let Go"
- Tamika Scott - "Greatest Gift"
- Adrian Hood - "Brown Eyed Blues"
- Whitney Houston, Cissy Houston, Dionne Warwick e Família - "Family First"
- Yolanda Adams - "Step Aside"
- Brian McKnight - "I Believe"
- Beyoncé - "Daddy"
- Anthony Hamilton - "Struggle No More"
- Governor - "Blood, Sweat e Tears"
- Charles "Gator" Moore - "A Change Is Gonna Come"